# Kurt Riezler
Kurt Riezler (født 11. februar 1882 i München, død 5. september 1955 sammesteds) var en tysk filosof og diplomat. Han var en højtrangeret rådgiver for regeringen i Det tyske kejserrige og i Weimarrepublikken, han forhandlede tysk støtte til den russiske oktoberrevolution og skrev i 1914 septemberprogrammet, som opridsede de tyske krigsmål i 1. verdenskrig. Udgivelsen efter hans død af hans hemmelige notater og dagbøger spillede en rolle i "Fischer kontroversen" blandt tyske historikere i begyndelsen af 1960'erne.

## Tidlige år
Riezler blev født i München i 1882 og tilhørte en fremtrædende katolsk familie. Hans bedstefar havde været en af grundlæggerne af Bayerische Hypotheken- und Wechselbank (nu HypoVereinsbank i UniCredit gruppen). Han studerede oldtidskundskab ved universitetet i München og fik en doktorgrad i økonomisk historie med højeste karakter i 1905. Han prisvindende afhandling om Oikonomika, et klassisk græsk skrift, som tidligere blev tilskrevet Aristoteles, blev udgivet snart efter. Efter at have arbejdet som journalist for Norddeutsche Allgemeine Zeitung, en halvofficiel avis, blev han ansat i presseafdelingen i det tyske udenrigsministerium i 1907 og tiltrak sig  Wilhelm 2. af Tysklands opmærksomhed. Da Theobald von Bethmann Hollweg blev tysk kansler i 1909, blev Riezler hans vigtigste rådgiver og fortrolige.

## Politisk karriere
Riezlers opgaver i kanslerkontoret drejede sig fortrinsvis om udenrigspolitik. I 1914 forfattede han septemberprogrammet, som foreslog som tyske krigsmål nogle begrænsede annekteringer, en hård fred for Frankrig og en belgisk vasalstat. I oktober 1917 blev han udstationeret på den tyske ambassade i Stockholm for at forhandle en våbenhvile på plads på Østfronten, og derfra kom han til Moskva som øverste rådgiver for den tyske ambassadør i Rusland, grev Wilhelm von Mirbach. Riezler var øjenvidne, da Mirbach blev snigmyrdet af Venstresocialistiske revolutionære den 9. juli 1918, efter at han intetanende havde give pistolmanden  Yakov Blumkin adgang til Mirbach.
I denne periode var Riezler mellemmand for tyske subsidier til bolsjevikkerne og forhandlede personligt disse på plads med Lenin's repræsentanter Karl Radek og Alexander Parvus. Riezler hævdede senere privat, at det havde været hans ide at sende Lenin i det berømte "forseglede tog" fra Zurich gennem Tyskland til Rusland i april 1917.
Efter krigen blev Riezler en ihærdig støtte af Weimarrepublikken. Han sluttede sig til Deutsche Demokratische Partei, skrev jævnligt i den republik-venlige avis Die Deutsche Nation, og deltog som udenrigsministeriets repræsentant under udformningen af Weimarforfatningen. Fra november 1919 til april 1920 var han leder af præsident Friedrich Eberts kabinet og spillede en central rolle i nedkæmpelsen af Kapp-kuppet. og Münchner Räterepublik.

## Akademisk karriere
I 1927 blev han udpeget til Kurator for universitetet i Frankfurt am Main, hvortil han tiltrak dygtige kræfter, såsom Ernst Kantorowicz, Adolph Lowe, Karl Mannheim, Paul Tillich og Max Wertheimer. Riezler spillede derfor en afgørende rolle ved etableringen i 1930 af Frankfurterskolen; for eksempel var det Riezler, som anbefalede Herbert Marcuse overfor Max Horkheimer. På grund af sin samtidige post på det filosofiske fakultet var Riezler også fremtrædende i tyske filosofiske kredse. I 1929 holdt Riezler med Martin Heidegger under det berømte "Davosopgør" med Ernst Cassirer og skrev en øjenvidneberetning om begivenheden, "Davoser Hochschulkurse 1929," til Neue Zürcher Zeitung.
Riezler blev tvunget væk fra universitetet i april 1933 af nazisterne, men da han havde fået lov af dem at få sin pension, blev han i Tyskland i det næste fem år, hvor han udgav bøger om æstetik og Parmenides.

## Emigration
I slutningen af 1938 tog han kontakt med Kreisau-kredsen, en aristokratisk anti-nazistisk gruppe, og udvandrede snart efter til USA for at tiltræde en post som professor i filosofi ved New School for Social Research. Han blev på denne post indtil sin pensionering afbrudt af perioder, hvor han var gæsteprofessor på Columbia University og University of Chicago. I denne periode blev han nær ven og kollega af den politiske filosof Leo Strauss, som brugte det sidste kapitel i sin bog What is Political Philosophy? på Riezler. Han bemærkede, at Riezlers filosofi var "formet både af påvirkning fra Heidegger og af reaktionen mod ham" og Strauss konkluderer, at det "var i sidste ende, fordi han indså meningen af skam og ærefrygt at Riezler var en liberal, en elsker af det private."
Kurt Riezler vendte tilbage til Europa i 1954, boede en tid lang i Rom og døde i München i 1955. Inden da var hans kone Käthe (1885-1952) død. Hun var datter af den tyske impressionistiske maler Max Liebermann. Hans efterladte var bl.a. deres datter Maria, gift med Howard B. White (1912-1974), en New School professor i politisk filosofi, som havde været Leo Strauss' første Ph.d.-studerende, og hans bror Walter Riezler (1878-1965), en fremtrædende musikvidenskabsmand, kunsthistoriker og medlem af Deutscher Werkbund.

## Udvalgte arbejder
- 1906. Das zweite Buch der Pseudoaristotelischen Ökonomik. Berlin: Norddeutsche Buchdruckerei und Verlagsanstalt.
- 1907. Über Finanzen und Monopole im alten Griechenland. Berlin: Puttkammer & Mühlbrecht.
- 1913. Die Erforderlichkeit des Unmöglichen: Prolegomena zu einer Theorie der Politik und zu anderen Theorien. München: G. Müller Verlag
- 1914. Grundzüge der Weltpolitik in der Gegenwart (pseudonym J. J. Ruedorffer). Stuttgart & Berlin: Deutsche Verlags-Anstalt. Grundzüge der Weltpolitik in der Gegenwart (1914); Grundzüge
- 1920. Die drei Krisen; eine Untersuchung über den gegenwärtigen politischen Weltzustand (pseudonym J. J. Ruedorffer). Stuttgart & Berlin: Deutsche Verlags-Anstalt.
- 1924. Gestalt und Gesetz; Entwurf einer Metaphysik der Freiheit. München: Musarion Verlag.
- 1928. "Die Krise der `Wirklichkeit`." Die Naturwissenschaften, 16
- 1929. Über Gebundenheit und Freiheit des gegenwärtigen Zeitalters. Bonn: F. Cohen.
- 1934. Parmenides. Frankfurt am Main: Vittorio Klostermann.
- 1935. Traktat vom Schönen. Zur Ontologie der Kunst. Frankfurt am Main: Vittorio Klostermann.
- 1940. Physics and Reality; Lectures of Aristotle on Modern Physics at an International Congress of Science. New Haven, CT: Yale University Press. Complete text here: Kurt Riezler's "Physics and Reality" 1940
- 1941. "Play and Seriousness." Journal of Philosophy, Vol. 38, No. 19
- 1943. "Comment on the Social Psychology of Shame." American Journal of Sociology, Vol. 48, No. 4
- 1943. "Homer's Contribution to the Meaning of Truth." Philosophy and Phenomenological Research, Vol. 3, No. 3
- 1943. "On the Psychology of Modern Revolution." Social Research, Vol. 10
- 1944. "The Social Psychology of Fear." American Journal of Sociology,  Vol. 49, No. 6
- 1944. "What Is Public Opinion?" Social Research, Vol. 11
- 1944. "Forward" to Max Wertheimer, "Gestalt Theory." Social Research, Vol. 11
- 1948. "The Historian and Truth." Journal of Philosophy, Vol. 45, No. 14
- 1949. "Reflections on Human Rights." Human Rights, Comments and Interpretations, UNESCO.
- 1951. Man, Mutable and Immutable: The Fundamental Structure of Social Life. Chicago: Regnery.
- 1954. "Political Decisions in Modern Society." Ethics, Vol. 64, No. 2

## Yderligere læsning
- Erdmann, Karl Dietrich (ed.) (1972). Kurt Riezler: Tagebücher, Aufsätze, Dokumente. Göttingen: Vandenhoeck & Ruprecht. {{cite book}}: |first= har et generisk navn (hjælp); Neuausgabe 2008.
- Heuss, Theodor (1956). "A Word in Memory of Kurt Riezler". Social Research. 23.
- Rutkoff, Peter M. (1998). New School: A History of the New School for Social Research. New York: Simon & Schuster. ISBN 0-02-927200-9.
- Strauss, Leo (1959). What Is Political Philosophy? And Other Studies. Glencoe, IL: The Free Press. ISBN 0-226-77713-8.
- Thompson, Wayne C. (1980). In the Eye of the Storm: Kurt Riezler and the Crises of Modern Germany. Iowa City: University of Iowa Press. ISBN 0-87745-094-3.